# NGC 1499
NGC 1499 (ook wel de California-nevel genoemd) is een emissienevel in het sterrenbeeld Perseus. Het hemelobject ligt ongeveer 1300 lichtjaar van de Aarde verwijderd en werd op 3 november 1885 ontdekt door de Amerikaanse astronoom Edward Emerson Barnard. NGC 1499 is het dichtsbijliggende H-II-gebied. De nevel wordt geïoniseerd door de O7.5III ster Xi Persei.

## Zichtbaarheid NGC 1499
Volgens The Deep Sky Field Guide to Uranometria 2000.0 kan NGC 1499 zonder telescoop of verrekijker worden waargenomen, maar wel enkel tijdens het kijken doorheen een in de hand gehouden [OIII] filter.

## Eerste foto's van NGC 1499
In november 1893 werd NGC 1499 gefotografeerd door de Duitse astronoom Julius Scheiner (1858-1913) vanuit het observatorium te Potsdam, met behulp van een 4" f/3.3 Voigtländer Euryskop (belichtingstijd 6 uren). Scheiner maakte van NGC 1499 ook een gedetailleerde tekening. In 1891 werd NGC 1499 gefotografeerd door de Duitse astronoom Friedrich Simon Archenhold (1861-1939), vanaf Halensee nabij Berlijn, met behulp van een 3.1" f/2.5 Busch portretlens (belichtingstijd 32 minuten).

## Synoniemen
- LBN 756
- Ced 26
- Sh 2-220